# سيرجي بوندارينكو
سيرجي بوندارينكو هو لاعب كرة قدم بيلاروسي في مركز الوسط، ولد في 19 مايو 1994 في Smarhon ‏ في بيلاروس. لعب مع FC Lokomotiv Gomel ‏.

## وصلات خارجية
- سيرجي بوندارينكو على موقع قاعدة بيانات كرة القدم.إي يو (الإنجليزية)
- سيرجي بوندارينكو على موقع Soccerway.com (الإنجليزية)